# HMS Diana (D126)
Pour les autres navires du même nom, voir HMS Diana.
Pour les articles homonymes, voir BAP Palacios.
Le HMS Diana (pennant number : D126) était un destroyer de classe Daring, prévu par la Royal Navy britannique pendant la Seconde Guerre mondiale. Sa conception tenait compte de l’expérience de la guerre du Pacifique, notamment le grand rayon d'action et la capacité à être ravitaillé efficacement en pleine mer.

## Conception
La classe Daring était une évolution des destroyers de classe Battle, plus grands et avec un armement plus lourd, organisé autour de trois tourelles jumelées. Seize navires de classe Daring ont été commandés provisoirement le 20 juillet 1944, dans le cadre du programme 1944 de constructions de guerre mais seuls huit ont vu leur commande confirmée, le 29 mars 1945. Les huit autres ont été annulés, devenus inutiles en raison de la fin de la Seconde Guerre mondiale. Leur taille et leurs capacités ont rendu les navires capables d’effectuer des tâches auparavant réservées aux croiseurs légers, et comme la classification en destroyers a été initialement considérée comme inappropriée, ils ont été appelés « croiseurs de classe Daring » pour la première partie de leur carrière.
Dans leur conception, les navires de la classe Daring avaient un déplacement standard de 2 950 tonnes, et un déplacement de 3 580 tonnes à pleine charge. Leur longueur hors-tout était de 120 m et de 112 m entre perpendiculaires, avec une largeur de 13 m et un tirant d'eau maximal de 5,2 m. La propulsion se composait de deux chaudières au mazout Foster Wheeler reliées à des turbines à engrenages English Electric à double réducteur Parsons, qui fournissaient 54 000 ch (40 000 kW) aux deux arbres d'hélice du navire. La vitesse maximale était de 30,5 nœuds (56,5 km/h), avec un rayon d'action de 1 700 milles marins (3 100 km), tandis que la vitesse de croisière de 20 nœuds (37 km/h) permettait au navire de parcourir 4 400 milles marins (8 100 km). 
L’énergie électrique du navire était produite par deux générateurs à turbine et trois générateurs diesel. Le courant utilisé était de 440 volts, 60 cycles de courant alternatif (AC). Sur les huit navires de classe Daring, quatre ont été conçus pour fonctionner en courant continu (CC) et quatre pour fonctionner en courant alternatif. L’objet de cette différence était un test pratique pour déterminer quelle forme d’alimentation électrique était la meilleure. Le Diana était un navire AC, comme tous les navires de la Royal Navy subissant ce « test ».
L’armement principal d’un destroyer de classe Daring se composait de six canons de marine de 4,5 pouces QF Mark V à double usage, disposés en trois tourelles jumelées totalement fermées, deux situées à l’avant, et la troisième à l’arrière. Pour la lutte antiaérienne, les navires étaient équipés de quatre à six canons Bofors 40 mm, ce qui constituait une réduction par rapport aux huit qui étaient prévus en temps de guerre. Au moment de la construction, le système de pointage des canons était le plus avancé de la Royal Navy, étant complètement contrôlé par radar pour les canons principaux et antiaériens. Les canons étaient considérés, à l’époque, comme très précis avec une cadence de tir élevée. Deux ensembles de 5 tubes lance-torpilles de 21 pouces (533 mm) ont été installés, ainsi qu’un mortier triple anti-sous-marins Squid.
L’effectif normal du HMS Diana en temps de paix était de 297 officiers et hommes.

## Engagements

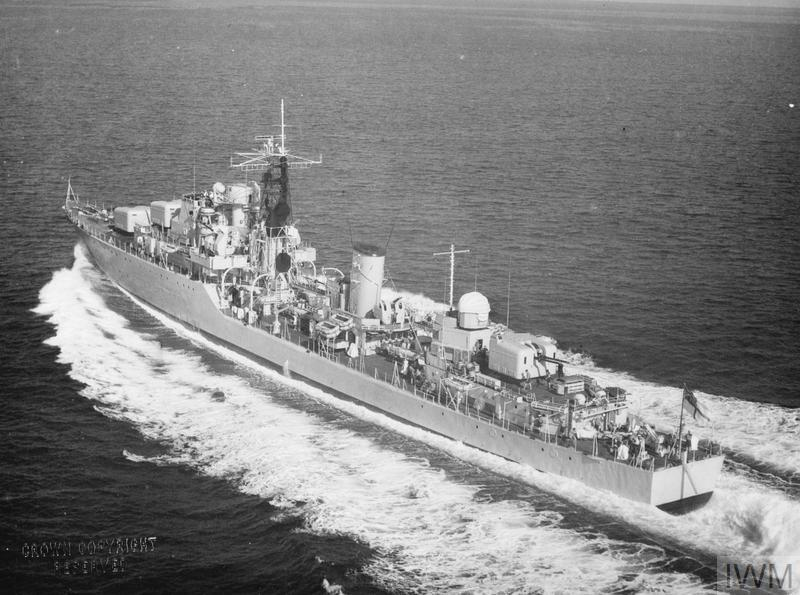
Vue trois quarts arrière du Diana en 1954.

Le navire a été construit à Clydebank, Glasgow, par Yarrow Shipbuilders Ltd. (numéro de chantier 1846). Sa quille a été posée le 3 avril 1947 et il a été lancé le 8 mai 1952 avec pour marraine Lady McGrigor, l’épouse de l’amiral de la flotte Sir Rhoderick McGrigor. Il a été mis en service le 29 mars 1954. À l’origine, le nom devait être Druid, mais cela a été changé en Diana pendant la construction.
À l’époque, le Diana était considéré comme un grand destroyer, étant presque aussi gros qu’un croiseur léger d’avant-guerre. La classe Daring était un résultat logique de la guerre du Pacifique, où la capacité de rester en mer pendant de longues périodes était d’une importance primordiale.
Le HMS Diana a participé à la crise du canal de Suez. Le 31 octobre 1956, il a coulé la frégate égyptienne Domiat, qui était engagée dans un duel au canon unilatéral avec le croiseur HMS Newfoundland dans la mer Rouge. C’est la dernière fois dans l’histoire de la guerre navale qu’un navire de guerre a été coulé par un autre durant un conflit uniquement à coups de canon.

### Controverse sur les essais atomiques dans le Pacifique Sud
En 1956, le HMS Diana a reçu l’ordre de se rendre dans la zone de retombées radioactives de deux essais d'armes nucléaires nommés Mosaic 1 et Mosaic 2, près des îles Montebello dans l’océan Indien. Le but de l’ordre, donné par les responsables de la défense britannique, était de découvrir les effets des retombées atomiques, à la fois sur le navire lui-même et sur son équipage de 308 hommes. Depuis leur exposition aux radiations, environ les deux tiers de l’équipage sont morts, et les survivants attestent que les retombées radioactives sont responsables de la grande variété de maladies dont ils souffrent. Le capitaine du navire à l’époque, John Gower, décédé en 2007 à l’âge de 95 ans, a écrit après avoir traversé la zone de retombées qu’il n’aimait pas avoir à « continuer à servir dans un navire, dont certaines parties avaient été inacceptablement radioactives ». En janvier 2008, le ministère de la Défense britannique a refusé de verser une indemnisation au reste de l’équipage du Diana, invoquant une clause technique juridique selon laquelle toutes ces réclamations doivent être déposées dans les trois ans suivant le diagnostic auquel elles se réfèrent. Selon les journaux, la décision pourrait entraîner l’effondrement du dossier des demandeurs, ou au moins retarder l’indemnisation jusqu’en 2012, date à laquelle une plus grande partie de l’équipage du navire pourrait être décédée. Cet incident est mentionné dans la série télévisée Ultimate Force par le personnage incarné par Ross Kemp, le Staff sergeant Garvie, qui prétend que son père était membre de l’équipage à ce moment-là.
Le 26 janvier 1968, le Diana était en transit de Gibraltar à Malte lorsqu’il reçut l’ordre de se dérouter vers la zone de recherche du sous-marin israélien INS Dakar, qui avait disparu lors de son voyage de livraison de la Grande-Bretagne à Israël. Après avoir fait escale à Malte pour aller chercher un médecin et des experts en plongée sous-marine, le HMS Diana était en direction de la zone de recherche lorsqu’il a capté un signal de détresse du pétrolier espagnol MV Bahia Blanca, qui était en feu. Après avoir aidé l’équipage du Bahia Blanca à éteindre l’incendie, le HMS Diana a continué vers la zone de recherche, prenant part aux opérations de recherche jusqu’au 31 janvier.

### Vente à la marine péruvienne
Le HMS Diana a été acquis par la marine péruvienne en 1969, avec son sister-ship Decoy. Rebaptisé BAP Palacios (DM-73), le navire a été réaménagé par Cammell Laird à Birkenhead. Le carénage comprenait l’enfermement du mât avant et l’installation d’un radar Plessey AWS-1. L’armement du destroyer a été encore augmenté avec l’ajout de huit missiles mer-mer Exocet en deux affûts quadruples.
Le BAP Palacios a été mis en service en avril 1973. Une plate-forme d’atterrissage pour hélicoptères a été installée en 1975, et agrandie avec l’ajout d’un hangar en 1977-1978. Cela a nécessité le retrait du canon arrière de 4,5 pouces. Le canon a ensuite été réinstallé et le hangar enlevé. Le carénage réalisé en 1977-1978 a également vu l’amélioration aérodynamique de la cheminée, qui a également été relevée, l’installation d’un directeur de tir Selenia NA-10 à l’arrière pour les affûts de canons jumeaux Breda DARDO de 40 mm améliorés, et le retrait du mortier Squid et de son sonar. Le BAP Palacios a servi jusqu’en 1993, date à laquelle il a été radié.